# 克利夫頓 (愛達荷州)
克利夫頓（英語：Clifton）是一個位於美國愛達荷州富蘭克林縣的城市。

## 地理
克利夫頓的座標為42°11′15″N 112°00′21″W / 42.18750°N 112.00583°W，而該地的平均海拔高度為1479米（即4852英尺）。

## 人口
根據2010年美國人口普查的數據，克利夫頓的面積為5.95平方千米，當中陸地面積為5.95平方千米，而水域面積為0.00平方千米。當地共有人口259人，而人口密度為每平方千米43.53人。